# Alamance (Karolina Północna)
Alamance – wieś w Stanach Zjednoczonych, w stanie Karolina Północna, w hrabstwie Alamance.